# Тёмный плодоядный голубь
Тёмный плодоядный голубь (лат. Ducula whartoni) — птица из семейства голубиных, являющаяся эндемиком острова Рождества. Видовое латинское название дано в честь британского контр-адмирала и гидрографа военно-морского флота сэра Уильяма Уортона (1843—1905).

## Распространение и места обитания
Вид эндемичен для острова Рождества, расположенного в восточной части Индийского океана. Населяет тропические леса.

## Описание
Тёмный плодоядный голубь — крупная птица длиной около 39 см и массой 450—700 г. Оперение преимущественно тёмно-серого цвета с переливающимся блеском. Питается плодами деревьев, реже — листьями и почками. Гнездится в верхней части тропических лесов.

## Сохранение
До 2012 года тёмный плодоядный голубь оценивался МСОП как «уязвимый вид» (Vulnerable) из-за малой численности его популяции и ограниченного ареала. В 2012 году вид был отнесён к «близким к уязвимому положению» (Near Threatened), но в 2022 году перенесён в категорию «вызывающих наименьшие опасения» (Least Concern). Основными угрозами для особей этого вида являются незаконная охота и хищничество завезённых на остров жёлтых сумасшедших муравьёв (лат. Anoplolepis gracilipes).